# Custom

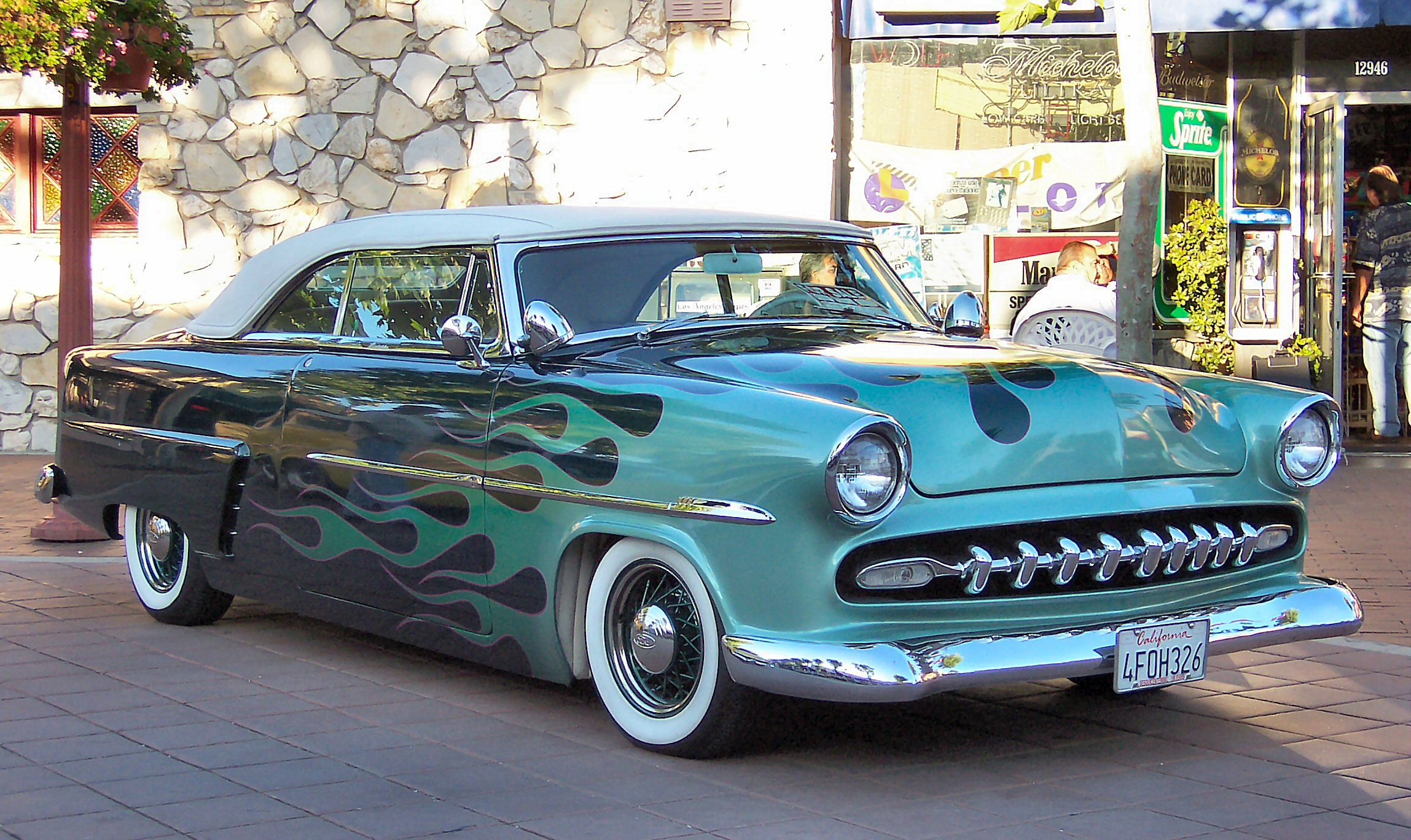
Customiserad Mercury

Custom är ett begrepp för en bil eller motorcykel som har blivit modifierad till sitt utseende. 

## Historik
Blysläde benämns de custombyggen av amerikanska bilar från företrädesvis årsmodeller runt år 1950. Dock finns även exempel på europeiska bilar som byggts om till Blysläde-utseende, exempelvis Saab 96 som till formen påminner lite om en Mercury 1949-1951. Namnet kommer från det amerikanska uttrycket "Leadsled". Grunden till namnet är att efter den massiva ombyggnaden av bilen, oftast innebärande sänkning av taket så fönstren blev mer eller mindre stora springor, så skulle alla skarvar tennspacklas för att förhindra rost i dessa och även utjämna höjdskillnader innan lackering. Det blev rätt mycket tennspackel och även vanligt spackel, så bilarna blev tunga. Det var dock en önskad effekt till en viss gräns, för en blysläde skall även vara låg. Vanlig amerikansk bil var/är Mercury årsmodell 1949 till 1951.

## Kända custombyggare
- George Barris
- Ed Roth

## Bilder

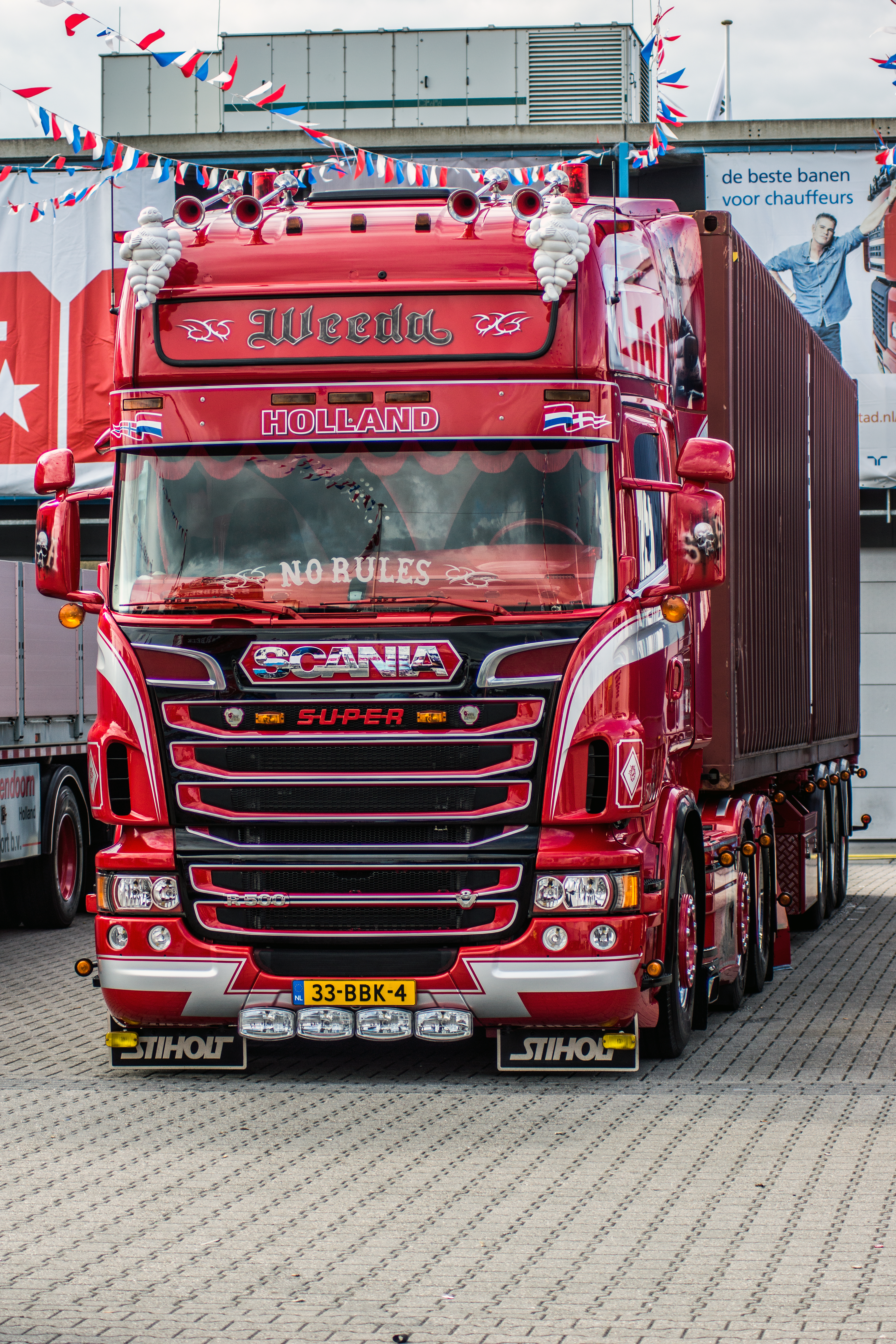
Customiserad Scania R500.
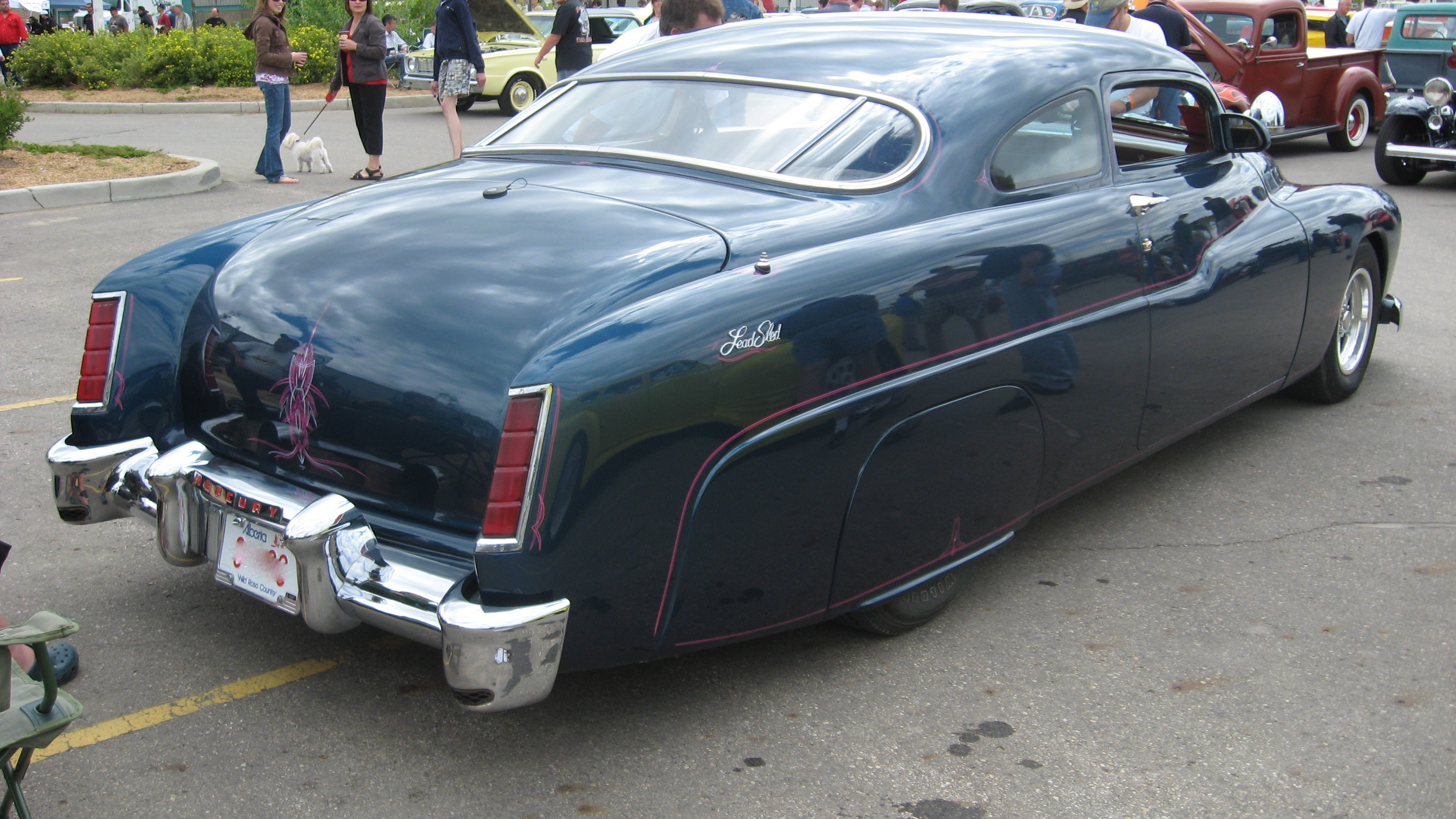
Customiserad Mercury från 1951.